# Ribeirão Capricórnio
Ribeirão Capricórnio är ett vattendrag i Brasilien.   Det ligger i delstaten Paraná, i den södra delen av landet, 1 000 km sydväst om huvudstaden Brasília.
Trakten runt Ribeirão Capricórnio består i huvudsak av gräsmarker. Runt Ribeirão Capricórnio är det ganska glesbefolkat, med 38 invånare per kvadratkilometer.